# Juan Lembeye
Pour les articles homonymes, voir Lembeye (homonymie).
Juan Lembeye, né le 21 octobre 1816 à Ferrol en Galice et mort le 1er décembre 1889 à Culleredo, est un ornithologue espagnol.

## Biographie
Juan Lembeye naît Juan Lembeye e Lartaud dans une famille d'origine française et de tradition libérale.
Lembeye émigre à Cuba dans les années 1830 et y demeure pendant près de 30 ans, jusque dans les années 1860. À La Havane, il fonde l'Académie de Commerce, étudie la faune de l'île cubaine et entretient des relations avec des naturalistes et des intellectuels résidents également à La Havane. 
Il fait paraître le premier livre illustré sur les oiseaux de Cuba en 1850, Aves de la Isla de Cuba (La Havane). La majorité des 38 illustrations qui le composent provient de l'œuvre de John James Audubon (1785-1851). Il recopie parfois même les plantes figurant à l'arrière-plan.
Il découvre également 4 espèces d’oiseaux, qui sont répertoriées en 1850 dans son livre, dont le Colibri d'Elena, le Carouge de Cuba et le Paruline de Fernandina.
En 1863, Lembeye rentre en Galice et s'établit à Culleredo. Il s'intéresse d'abord aux insectes puis au monde de l'agronomie (en étudiant entre-autres le blé et les engrais).
Le gobemoucheron de Cuba, Polioptila lembeyei, lui a été dédié.
Il meurt en décembre 1889 à Culleredo, en Galice, et est enterré dans le cimetière de cette même commune.

## Sources
« Juan Lembeye e Lartaud », sur Culleredo Concello (consulté le 30 janvier 2016).